# Sten-Åke ”Kalven” Johansson
Sten-Åke Johansson, född 8 december 1942 i Bäckebo, är en svensk tidigare fotbollsspelare. Under åren 1958-1972 gjorde han 504 matcher för Kalmar FF på vilka han gjorde 351 mål. Johansson är officiellt Kalmar FF:s meste målskytt genom tiderna.

## Biografi
Johansson föddes som son till lantbrukaren Ivar Johansson och hans hustru Aina. Sten-Åke Johansson värvades till Kalmar FF som 16-åring av Lennart Almén och Istvan Wampetits och debuterade i A-laget ett år senare. Debuten var i Div II-matchen den 7 augusti 1958 på hemmaplan mot Åtvidabergs FF.  Johansson gjorde så många mål att han var Kalmar FF:s bäste målskytt i seriespel åtta gånger, fler än någon annan i föreningens historia.  Den stabile målskytten Johansson gjorde mål i sin sista A-lagsmatch  den 3 oktober 1971 mot Perstorps SK.

## Statistik
Seriemål per säsong (Div II Södra)
- 1959: 6 mål
- 1960: 11 mål
- 1961: 12 mål
- 1962: 11 mål
- 1963: 8 mål
- 1964: 8 mål
- 1965: 14 mål
- 1966: 11 mål
- 1967: 11 mål
- 1968: 8 mål
- 1969: 12 mål
- 1970: 7 mål